# Dosed
«Dosed» — песня американской рок-группы Red Hot Chili Peppers, четвёртый сингл из альбома By the Way. Песня никогда не издавалась на физических носителях — её выпустили в качестве промосингла для радиостанций США и Канады (в то время как «Universally Speaking» была выпущена только в Великобритании). Композиция достигла 13-й строчки в хит-параде Modern Rock Tracks.
Мелодия песни содержит три гитарные партии, в каждой из которых звучат разные риффы. «Dosed» — лирическая баллада с длительностью в 5:11 минуты, что делает её третьей по продолжительности песней на альбоме. В перерывах между куплетами звучит гитарное соло — «сплетённое» из трёх гитарных партий. В припеве Джон Фрушанте и Энтони Кидис поют дуэтом.
Для песни не было снято музыкальное видео, и её никогда не исполняли на концертах до мая 2017 года, когда Red Hot Chili Peppers сыграли Dosed на двух канадских концертах, в Эдмонтоне и Калгари, так как Джош Клингхоффер — гитарист группы, пообещал исполнить эту песню Мэгги Шмидт, семнадцатилетней поклоннице RHCP, страдавшей от рака.